# Myszarka polna
Myszarka polna, mysz polna (Apodemus agrarius) – gatunek niewielkiego gryzonia z rodziny myszowatych, przedstawiciel rodzaju myszarka (Apodemus), do którego zaliczane są także inne pospolite europejskie gryzonie, jak myszarka zaroślowa i myszarka leśna. Myszarka polna zamieszkuje lasy i stepy Europy Środkowej i Wschodniej, oraz dużą część palearktycznej Azji.

## Nazewnictwo
Nazwa rodzajowa pochodzi od greckiego słowa άπόδημος apodemos – „poza domem, za progiem”. Łaciński epitet gatunkowy agrarius ma to samo znaczenie co polski: „polny”.
W wielu polskich publikacjach dotyczących zoologii dla określenia tego gatunku używa się nazwy zwyczajowej „mysz polna”. W wydanej w 2015 roku przez Muzeum i Instytut Zoologii Polskiej Akademii Nauk publikacji „Polskie nazewnictwo ssaków świata” rodzajowi Apodemus nadano nazwę myszarka, zaś niegdysiejszej „myszy polnej” – myszarka polna. Nazwa rodzajowa „mysz” została w publikacji PAN zarezerwowana dla rodzaju Mus.

## Systematyka
Gatunek został opisany w 1771 roku przez P.S. Pallasa jako Mus agrarius. Miejsce typowe to Uljanowsk nad Wołgą w Rosji. Myszarka polna i myszarka chińska (Apodemus chevrieri) to gatunki siostrzane, należące do szerszego kladu obejmującego także myszarkę smoczą (Apodemus draco), wielkouchą (A. latronum), koreańską (A. peninsulae), tajwańską (A. semotus) i japońską (A. speciosus). Małe zróżnicowanie genetyczne populacji europejskich wskazuje, że te gryzonie stosunkowo niedawno zasiedliły ten region. Najstarsze europejskie skamieniałości myszarki polnej pochodzą z 5500 r. p.n.e.

## Występowanie
Myszarka polna ma bardzo szeroki zasięg występowania, chociaż podzielony na dwie osobne części: palearktyczną i orientalną. Część palearktyczna rozciąga się od Niemiec i Danii przez Polskę, europejską część Rosji i południe Syberii aż po okolice jeziora Bajkał; na północnym zachodzie obszar ten sięga południowej Finlandii, na południowym zachodzie sięga po północne Włochy, a na południowym wschodzie rozciąga się po Kirgistan i Sinciang w Chinach. Część orientalna obejmuje południową część rosyjskiego Dalekiego Wschodu, wschodnią Mongolię, wschodnie Chiny (od prowincji Heilongjiang do Junnanu), Tajwan i Wyspy Senkaku, Półwysep Koreański i północną Mjanmę.
Gatunek ten zamieszkuje głównie niziny, w Polsce występuje do wysokości 900 m n.p.m., ale w południowej Europie (np. w Macedonii) stwierdzono jego występowanie aż do 1750 m n.p.m.. Zasięg w Europie Zachodniej i Środkowo-Wschodniej zwiększa się, pod koniec lat 90. XX wieku gryzonie te dotarły do Austrii.

## Wygląd
Jest to mały gryzoń. Ciało wraz z głową osiąga długość 6,4–12,5 cm, ogon ma 5,3–9 cm, zaś długość tylnej stopy to 1,7–2,1 cm. Masa ciała to 11–39 g. Futro grzbietu jest rdzawobrązowe lub żółtobrązowe z wyraźną czarną pręgą szerokości ok. 4 mm, ciągnącą się od głowy, wzdłuż kręgosłupa, po nasadę ogona. Spód ciała jest biały lub popielaty, wyraźnie odcinający się kolorem od boków. Młode osobniki mają bardziej szare ubarwienie niż dorosłe. Samica ma osiem sutków: dwie pary piersiowe i dwie brzuszne.
Myszarka polna ma krótszy ogon i uszy niż pokrewne myszarka leśna (Apodemus flavicollis) i myszarka zaroślowa (Apodemus sylvaticus). Od podobnie ubarwionej, dużo rzadszej smużki leśnej (Sicista betulina) można odróżnić ją po długości ogona, u myszarki polnej o 1/4 krótszego od ciała i typowej dla myszowatych „zajęczej wardze” – u smużki górna warga nie jest rozszczepiona.

## Tryb życia
Myszarka polna prowadzi dzienny, naziemny tryb życia. Występuje w wielu siedliskach: na skrajach lasów, terenach trawiastych, mokradłach, trzcinowiskach, polach uprawnych, pastwiskach, ogrodach na terenach wiejskich i podmiejskich i na terenach zielonych w miastach. Preferuje obszary wilgotne. Żywi się korzeniami, ziarnem, nasionami, jagodami i owadami. W Polsce jej pożywienie zmienia się z porami roku; wiosną i jesienią najczęściej jada nasiona, latem jagody, owoce, bezkręgowce i padlinę, a zdarza się jej atakować żaby. Kopie płytkie, ziemne nory z komorą gniazdową i spiżarnią; gromadzi tam pokarm na zimę, zazwyczaj więcej, niż zdoła wykorzystać.
Myszarki polne rozmnażają się w Polsce od kwietnia do października. Ciąża trwa 21 dni, młode rodzą się ślepe i zależne od opieki matki. Otwierają oczy mając 10–12 dni, po 14–15 dniach są odstawiane od piersi. Samica rodzi każdorazowo od 4 do 9 młodych (nawet 12), w ciągu roku może wydać na świat 3–4 mioty. Ośmiotygodniowe myszarki są już dojrzałe płciowo.

## Populacja i zagrożenia
Myszarka polna jest bardzo szeroko rozpowszechniona i liczna. Jest bardzo pospolita w Azji Wschodniej. Liczebność populacji jest zasadniczo stabilna, choć zmienia się z dostępnością pokarmu, zdarzają się masowe pojawy. W latach kiedy jest bardzo liczna, jest ona istotnym szkodnikiem dla rolnictwa. Występuje w wielu obszarach chronionych; w wielu krajach jest uznawana za szkodnika. Międzynarodowa Unia Ochrony Przyrody uznaje ją za gatunek najmniejszej troski. Japonia uznaje swoją jedyną populację na wyspach Senkaku za krytycznie zagrożoną.